# Обиточный залив
Обито́чный зали́в — расположен на северном побережье Азовского моря между основанием косы Федотова и находящейся в 59 км к северо-востоку от него Обиточной косой.

## География
Берега обрывистые (преимущественно с пляжем), высотой 12-20 м, кроме мест впадения рек и балок. Крайние западный и восточный берега замыкают косы. Средние глубины в заливе 6—8 м. Дно прибрежной зоны укрыто донными илистыми отложениями с ракушей, кроме приустьевых частей балок — песок.
На берегу залива расположены: пгт Кирилловка, несколько сел.
Реки, впадающие в залив: Домузла, Корсак, Лозоватка, Обитичная, Солёная.

## Природа
В 1995 году Обиточная коса и Обиточный залив были включены в перечень водно-болотных угодий международного значения, подпадающих под действие Рамсарской конвенции.